# Liberian Girl
"Liberian Girl" је девети и последњи сингл Мајкла Џексона са албума Bad. Издат је само у Европи и Аустралији. Џексон је песму посветио једном од својих најбољих пријатеља, Елизабети Тејлор.

## Спот
У споту песме се појављују више од 20 славних звезда. Режирао га је Џим Јукић.